# Тормоз (фильм)
«Тормоз» (англ. The Cooler) ― американская драма режиссёра Уэйна Крамера. Оригинальный сценарий был написан Крамером и Фрэнком Ханной. На игорном слэнге казино слово The Cooler означает невезучего человека, чьё присутствие за игорным столом обычно приводит к череде неудач для других игроков.

## Сюжет
Невезучий Берни Лутц работает в казино «Шангри-Ла» в качестве «тормоза» ― человека с профессиональной невезучестью, призванной мешать людям выигрывать. Официантка Натали не обращает внимания на Берни, который влюблён в неё. Менеджер казино Шелли гордится тем, что управляет классическим казино Вегаса, но не доволен бедными посетителями. Владельцы казино нанимают консультанта по имени Ларри, чтобы помочь привлечь больше денег с помощью методов, противоречащих устаревшей политике Шелли. Берни сообщает Шелли, что через неделю уезжает из города.
После инцидента, во время которого Берни спасает Натали от агрессивного клиента, она начинает проявлять к нему интерес. Они начинают встречаться, но Берни опасается своего невезения. Он рассказывает, что когда-то был азартным игроманом и имел огромные долги перед несколькими казино. Шелли спас его, сломав коленную чашечку и выплатив долг в обмен на работу Берни в качестве «тормоза» в течение 6 лет, которая заканчивается в конце недели. Берни и Натали натыкаются на его отчуждённого сына Майки и беременную жену Шарлотту. Берни просит Майки как-нибудь заглянуть.
Берни доволен своими отношениями, а его профессиональные способности исчезают, к большому огорчению Шелли. Майки и Шарлотта приходят к Берни и он даёт им 3000 долларов, но Натали относится к ним с недоверием. Когда Берни сообщает Натали, что собирается уехать из Вегаса, она говорит, что не поедет с ним, и это огорчает его. Он снова впадает в уныние и его рабочие навыки возвращаются к нему. Когда он намеренно не препятствует игрокам, которые хотят обмануть Майки, Шелли забирает Майки и Шарлотту наверх и начинает избивать их. Берни обещает заплатить Майки 150 000 долларов, но Шелли ломает ему колено и показывает, что беременность Шарлотты была фальшивой. Несмотря на отчаяние, в ту ночь Натали и Берни признаются друг другу в любви, а Берни снова становится талисманом удачи.
Шелли звонит Натали и напоминает ей, что он нанял её, для того чтобы она соблазнила Берни и тот не смог уехать из Вегаса, а ни для того, чтобы сделать его счастливым. Он заставляет её внезапно уехать из города, это ранит Берни и удача уходит от него. Однако, Натали действительно любит Берни и возвращается, что снова приносит ему удачу. Шелли заявляется в номер Берни в гостинице, начинает собирать вещи Натали и избивает её. После напряженного обмена репликами, в котором она утверждает, что Берни ― самый близкий друг Шелли, и он не хочет, чтобы тот уезжал, Шелли уходит. Когда Берни возвращается домой, Натали рассказывает ему о том, что Шелли нанял её как приманку, но на самом деле она влюбилась в него всерьёз.
Полагаясь на свою удачу, Берни противостоит Шелли и называет его трусом, у которого в жизни нет ничего, кроме казино. Шелли отпускает его при условии, что он вернёт 150 000 долларов. Берни пытается выиграть деньги, играя в кости. Он покидает казино и они с Натали уезжают из Вегаса. По дороге Берни останавливается и показывает, что выиграл много денег, но подходит полицейский и готовится убить их. Шелли садится в машину и видит, что его ждёт напарник. От имени Ларри он бьёт Шелли, по-видимому, за то, что тот отпустил Берни с его выигрышем. Пьяный водитель сбивает и убивает полицейского, а Натали и Берни уезжают.

## В ролях
- Уильям Х. Мэйси ― Бернард Лутц
- Алек Болдуин ― Шелдон Каплоу
- Мария Белло ― Натали Белисарио
- Шон Хэтоси ― Майкл Лутц
- Рон Ливингстон ― Ларри Соколов
- Пол Сорвино ― Бадди Стеффорд
- Эстелла Уоррен ― Шарлотта

## Производство
Премьера фильма состоялась на кинофестивале Сандэнс. Он был показан на Каннском кинофестивале, Международном кинофестивале в Карловых Варах, Международном кинофестивале в Торонто и Довильском кинофестивале, а затем вышел в ограниченный прокат в США. Фильм был в основном показан в Рино, штат Невада.
Съёмки проходили в Рино в отеле Golden Phoenix Reno. Казино отеля теперь представляет собой завершённый проект кондоминиума под названием «Монтаж».
Фильм собрал 8 291 572 доллара в США и 2 173 216 долларов за рубежом, при бюджете менее 4 миллионов долларов. Он собрал ещё около 40 миллионов долларов на DVD- и онлайн-продажах.

## Критика
Фильм получил в целом положительные отзывы критиков, в особенности за игру Алека Болдуина. Энтони Скотт из газеты The New York Times написал следующее: 
Мистер Крамер, вместо того чтобы пытаться открыть что-то новое, довольствуется уже знакомыми персонажами и сюжетными линиями.  К счастью, эта картина ушла от клише благодаря качеству актёрской игры, а мистер Крамер мудро даёт актёрам простор для импровизации

В журнале Rolling Stone Питер Трэверс оценил фильм на 3½ из возможных четырёх звёзд и добавил: 
Уэйн Крамер, который написал сценарий в соавторстве с Фрэнком Ханной, делает мощный режиссёрский дебют и поражает золотым актёрским составом... Персонаж Болдуина достоин Оскара. Здесь всё на своих местах, начиная с операторской работы и заканчивая игрой актёров. Фильм сделал умные ставки и сорвал джекпот.

## Награды и номинации
Награды
- Национальная премия Совета рецензентов за лучшую мужскую роль второго плана (Алек Болдуин, победитель)
- Премия «Спутник» за лучшую женскую роль второго плана — кинофильм (Мария Белло, победитель)
- Премия Ванкуверского круга кинокритиков за лучшую мужскую роль второго плана (Алек Болдуин, победитель)
- Премия Ассоциации кинокритиков Далласа и Форт-Уэрта за лучшую мужскую роль второго плана (Алек Болдуин, победитель)

Номинации
- Премия «Золотой глобус» за лучшую мужскую роль второго плана — Кинофильм (Алек Болдуин, номинация)
- Премия «Оскар» за лучшую мужскую роль второго плана (Алек Болдуин, номинация)
- Премия «Золотой глобус» за лучшую женскую роль второго плана — кинофильм (Мария Белло, номинация)
- Премия «Спутник» за лучшую мужскую роль — кинофильм (Уильям Мэйси, номинация)
- Премия «Спутник» за лучшую мужскую роль второго плана — кинофильм (Алек Болдуин, номинация)
- Премия «Спутник» за лучший оригинальный сценарий (Фрэнк Ханна и Уэйн Крамер, номинации)
- Премия Гильдии киноактёров США за лучшую мужскую роль второго плана (Алек Болдуин, номинация)
- Премия Гильдии киноактёров США за лучшую женскую роль второго плана (Мария Белло, номинация)